# 福田大二朗
福田 大二朗（ふくだ だいじろう）は、鹿児島放送 (KKB) のアナウンサー（アナウンス部長）。福岡県大野城市生まれ、神奈川県育ち。

## 来歴
青山学院大学を卒業後、2007年4月に静岡朝日テレビ (SATV) に入社。同局への入社前、テレビ朝日アスクに通っていたことがある。
静岡朝日テレビを退社後、2010年6月に鹿児島放送へ移籍した。

## 担当番組
鹿児島放送入社後の担当番組のみを記載。

## 現在
- スポーツ中継 - 実況担当[4]
- ですです。- MC
- Kingspe - MC
- めざせ甲子園！（全国高等学校野球選手権鹿児島大会）- コーナーキャスター、実況

## 過去
- とびっきり!しずおか（リポーター）
- ANNあさひテレビニュース
- 口コミTVマミーズクラブ[1]
- Kingspe（2010年10月 - 2016年9月23日）[5] - 4代目MC
- ぷらナビ+[6]
- ひる前!ときめきTV[7] - 月曜・火曜メインキャスター
- シリタカ!（九州朝日放送） - 鹿児島放送中継リポーター